# Cytisus scoparius
La ginestra dei carbonai (Cytisus scoparius (L.) Link, 1822) è un piccolo arbusto, erbaceo, a portamento cespitoso, appartenente alla famiglia delle Fabacee.

## Etimologia
Il nome generico (Cytisus) secondo alcune etimologie deriva dalla parola greca kutisus un nome per una specie di trifoglio (in riferimento alla forma delle foglie); secondo altre etimologie "Cytisus" è una denominazione latina che discende da un preesistente vocabolo greco kytisos di incerta etimologia (potrebbe derivare da qualche idioma dei primi abitatori dell'Asia Minore).; secondo altre etimologie ancora deriva dalla parola greca kýtos (= cavità). L'epiteto specifico (scoparius) significa scopa (o simile ad una scopa) e allude al portamento dell'impianto.

Il binomio scientifico di questa pianta inizialmente era Spartium scoparium, proposto dal botanico Carl von Linné (1707 – 1778) biologo e scrittore svedese, considerato il padre della moderna classificazione scientifica degli organismi viventi, nella pubblicazione Species Plantarum del 1753, modificato successivamente in quello attualmente accettato Cytisus scoparius proposto dal botanico Johann Heinrich Friedrich Link (1767-1851) biologo e naturalista tedesco, nella pubblicazione Enumeratio Plantarum Horti Regii Berolinensis Altera. Berolini. Berlin - 2: 241. 1822 del 1822.

## Descrizione

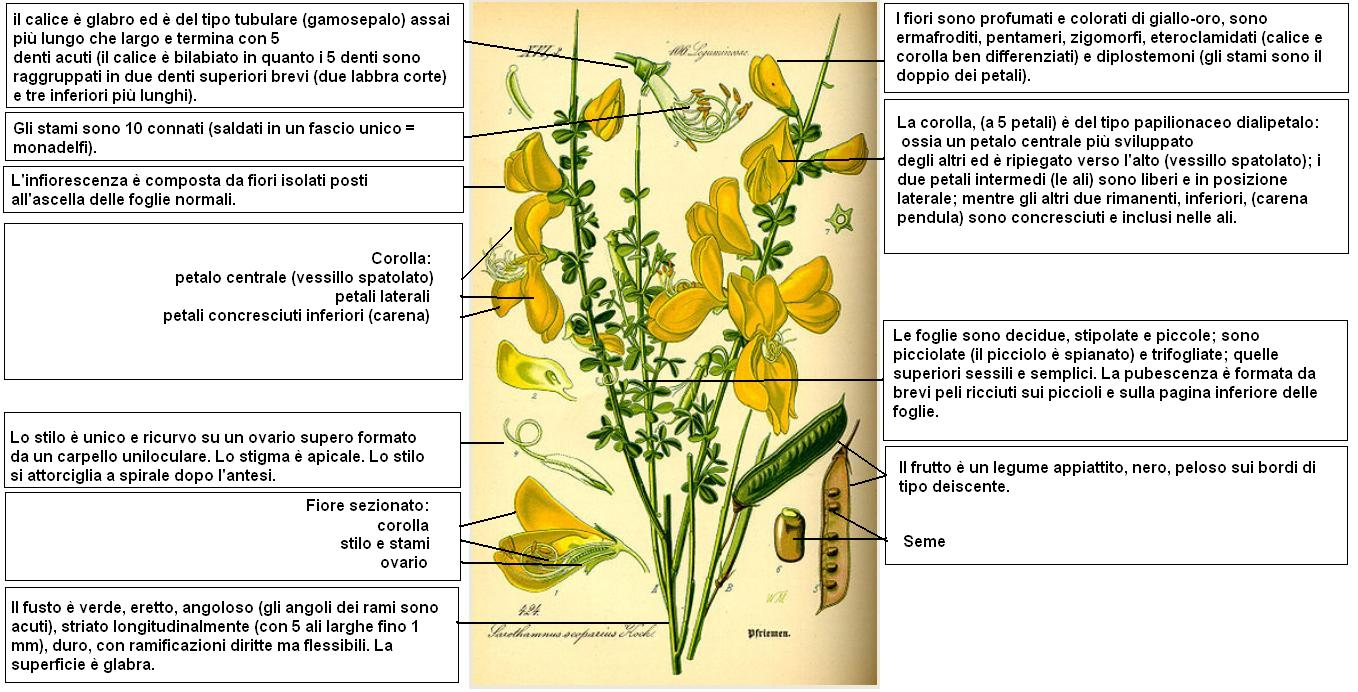
Descrizione delle parti della pianta

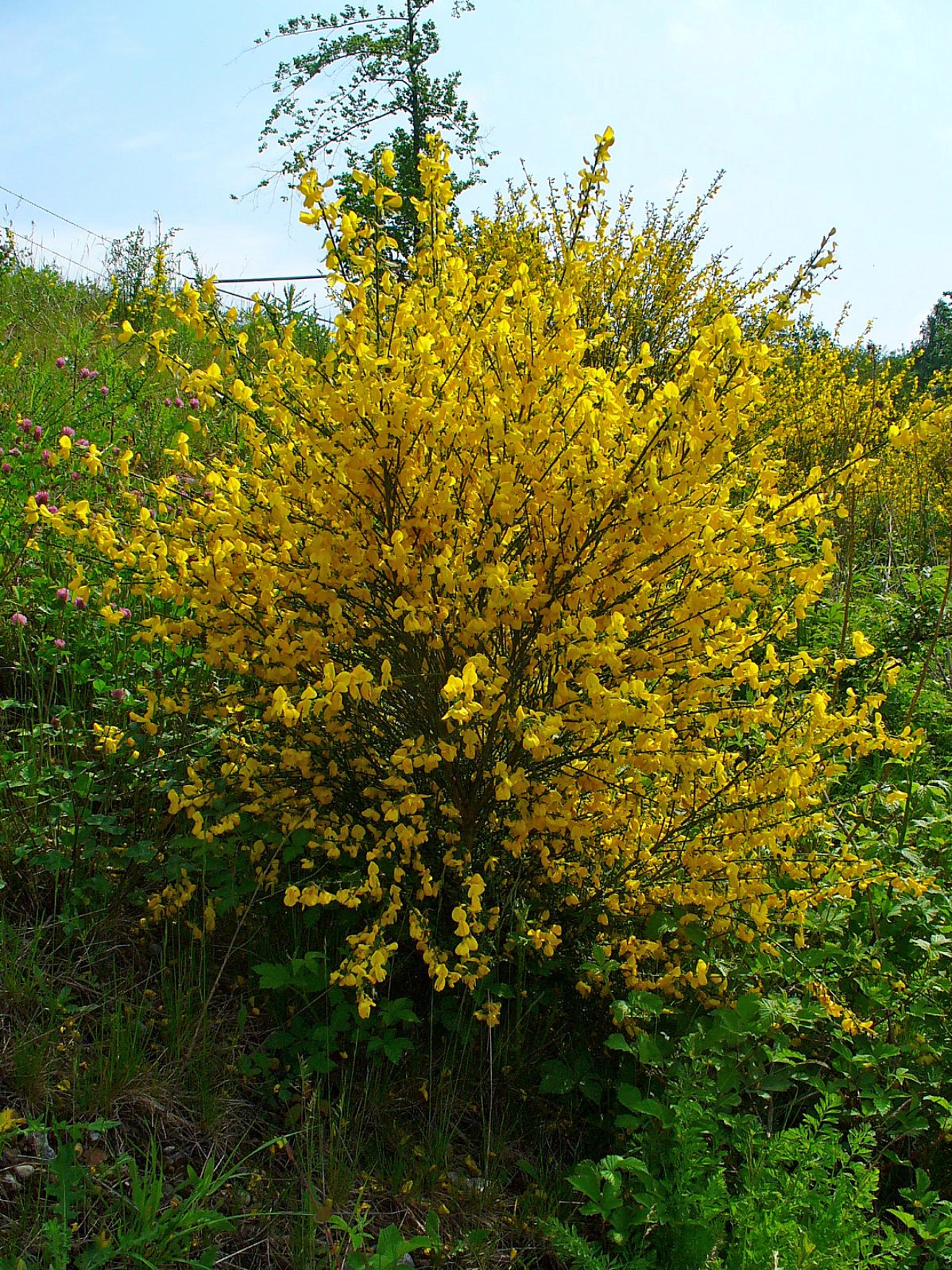
Il portamento

Queste piante sono alte da 60 cm fino a 1 - 3 metri. La forma biologica è del tipo fanerofita cespugliosa (P caesp), ossia sono piante perenni, legnose alla base con portamento cespuglioso anche robusto, con gemme svernanti poste ad un'altezza dal suolo tra i 12 ed i 20 cm (massimo 50 cm); nella stagione fredda le porzioni erbacee si seccano e rimangono in vita soltanto le parti legnose e ipogee.

### Fusto
Il fusto è verde, eretto, angoloso (gli angoli dei rami sono acuti), striato longitudinalmente (con 5 ali larghe fino 1 mm), duro, con ramificazioni diritte ma flessibili. La superficie è glabra.

### Foglie

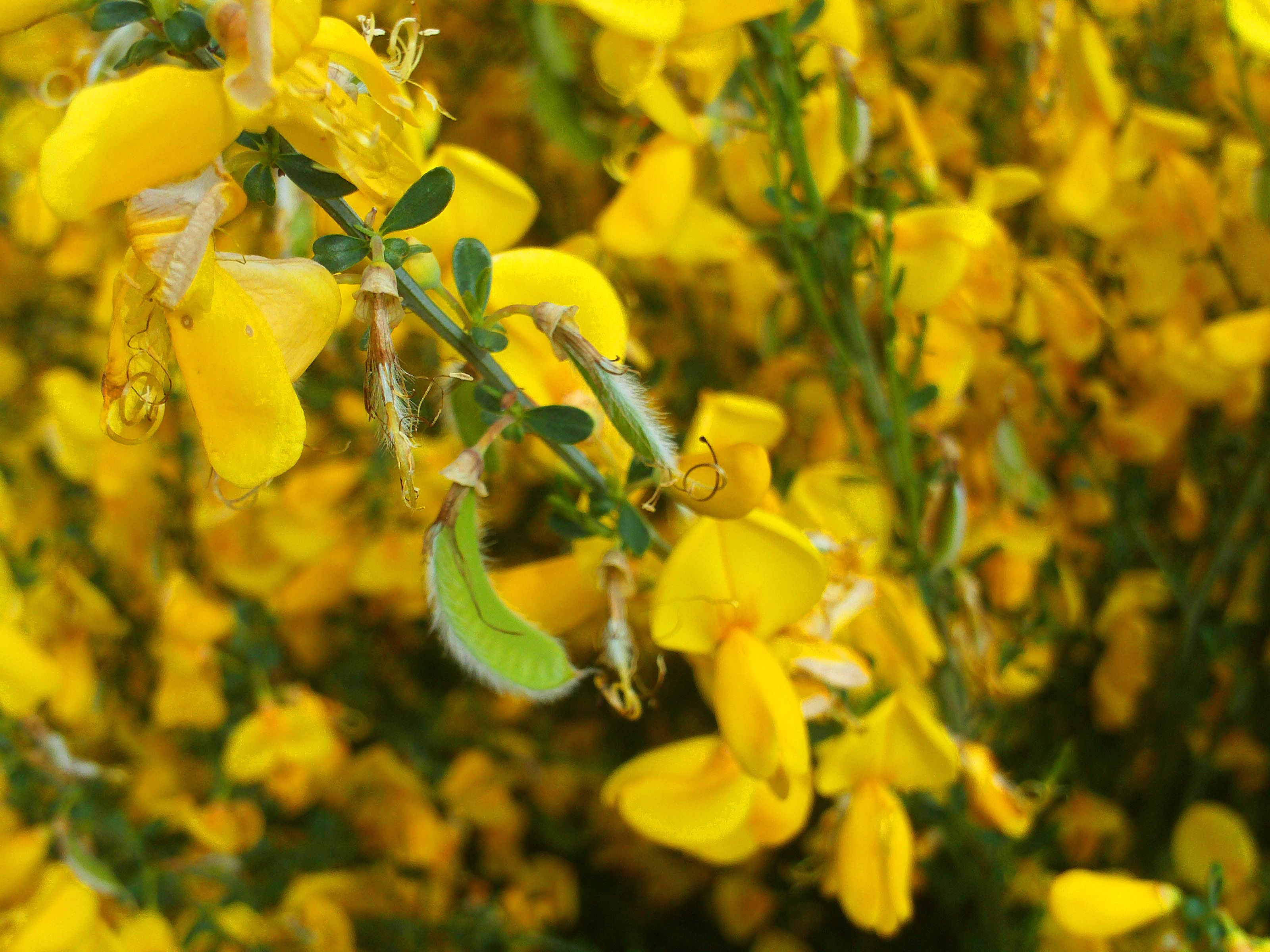
I fiori all'ascella delle foglie

Le foglie sono decidue, stipolate e piccole; sono picciolate (il picciolo è spianato) e trifogliate; quelle superiori sono sessili e semplici. Dimensione dei segmenti laterali: larghezza 4 – 6 mm; lunghezza 10 – 15 mm. Quello centrale è 1/3 maggiore di quelli laterali. La pubescenza è formata da brevi peli ricciuti sui piccioli e sulla pagina inferiore delle foglie.

### Infiorescenza

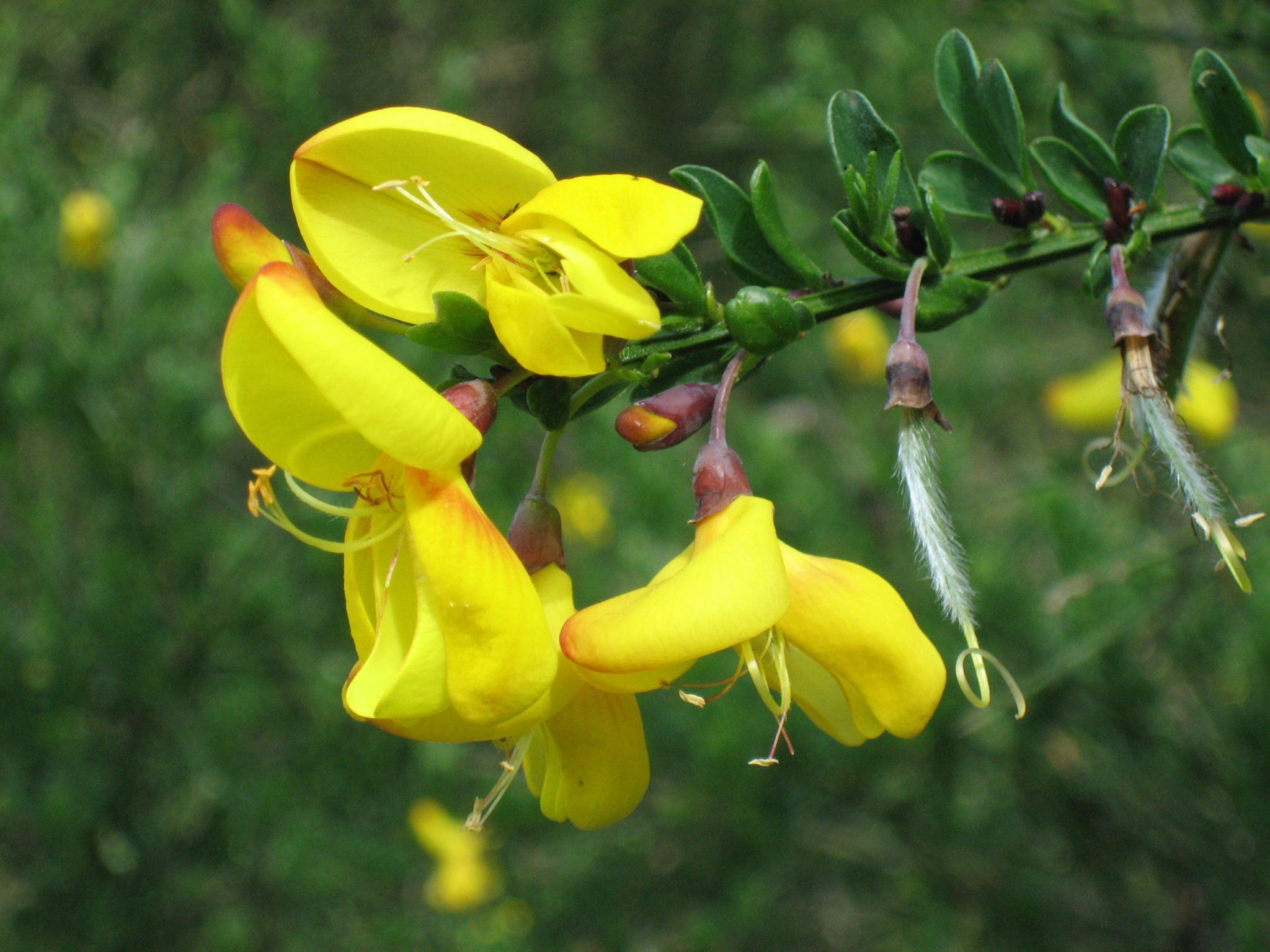
Infiorescenza

L'infiorescenza è composta da fiori isolati posti all'ascella delle foglie normali.

### Fiore

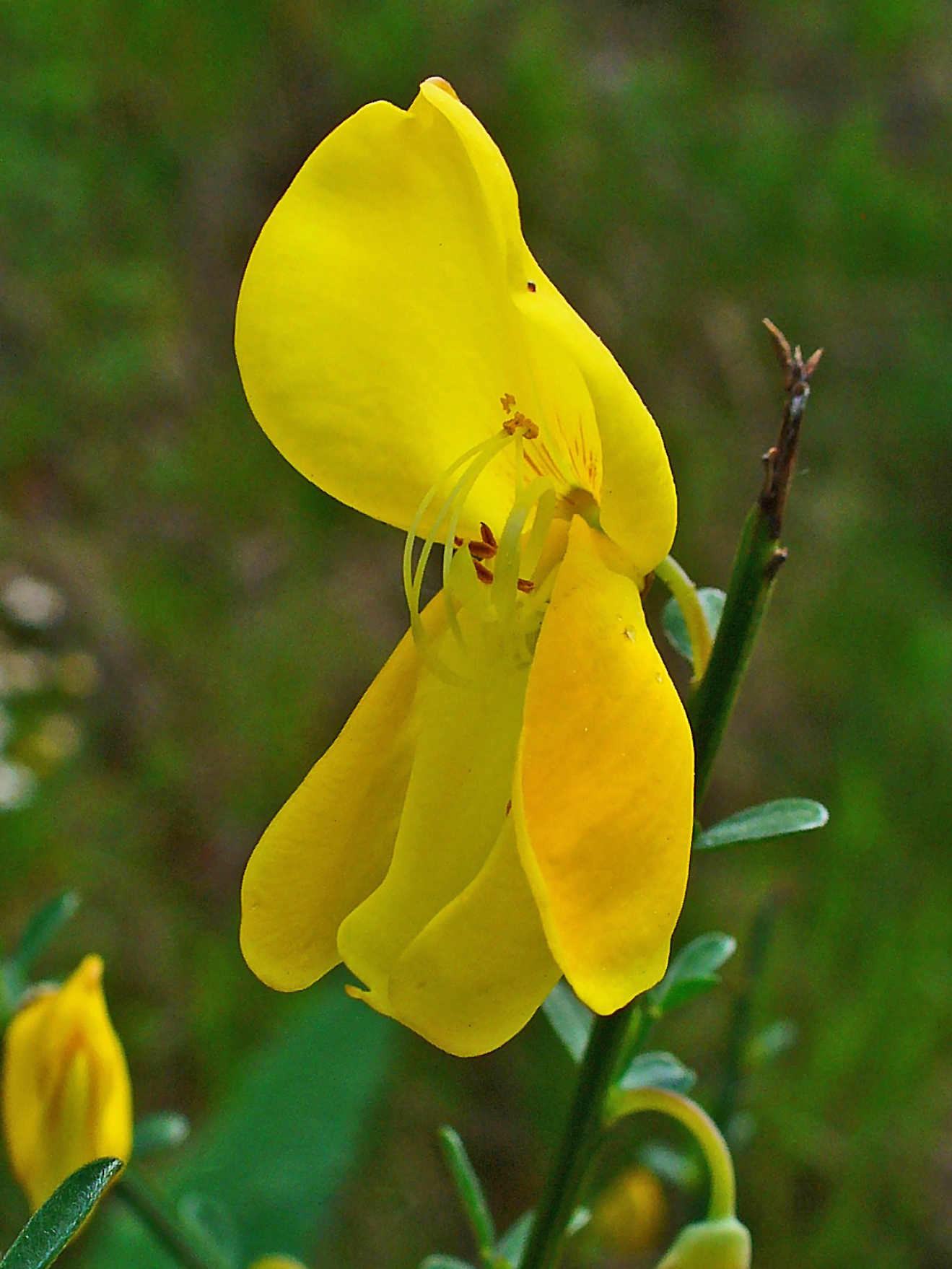
Il fiore

I fiori sono profumati e colorati di giallo-oro, sono ermafroditi, pentameri, zigomorfi, eteroclamidati (calice e corolla ben differenziati) e diplostemoni (gli stami sono il doppio dei petali). Dimensione di un singolo fiore: 20 – 25 mm.
- Formula fiorale:

K (5), C 3+(2), A (10), G 1 (supero)
- Calice: il calice è glabro ed è del tipo tubulare (gamosepalo) assai più lungo che largo e termina con 5 denti acuti; il calice è bilabiato in quanto i 5 denti sono raggruppati in due denti superiori brevi (due labbra corte) e tre inferiori più lunghi. Lunghezza del calice 6 – 7 mm.
- Corolla: la corolla, (a 5 petali) è del tipo papilionaceo dialipetalo: ossia un petalo centrale più sviluppato degli altri ed è ripiegato verso l'alto (vessillo spatolato); i due petali intermedi (le ali) sono liberi e in posizione laterale; mentre gli altri due rimanenti, inferiori, (carena pendula) sono concresciuti e inclusi nelle ali. La carena è lunga 20 – 23 mm. Dimensioni del vessillo: larghezza 20 mm; lunghezza 21 – 23 mm.
- Androceo: gli stami sono 10 connati (saldati in un fascio unico = monadelfi).

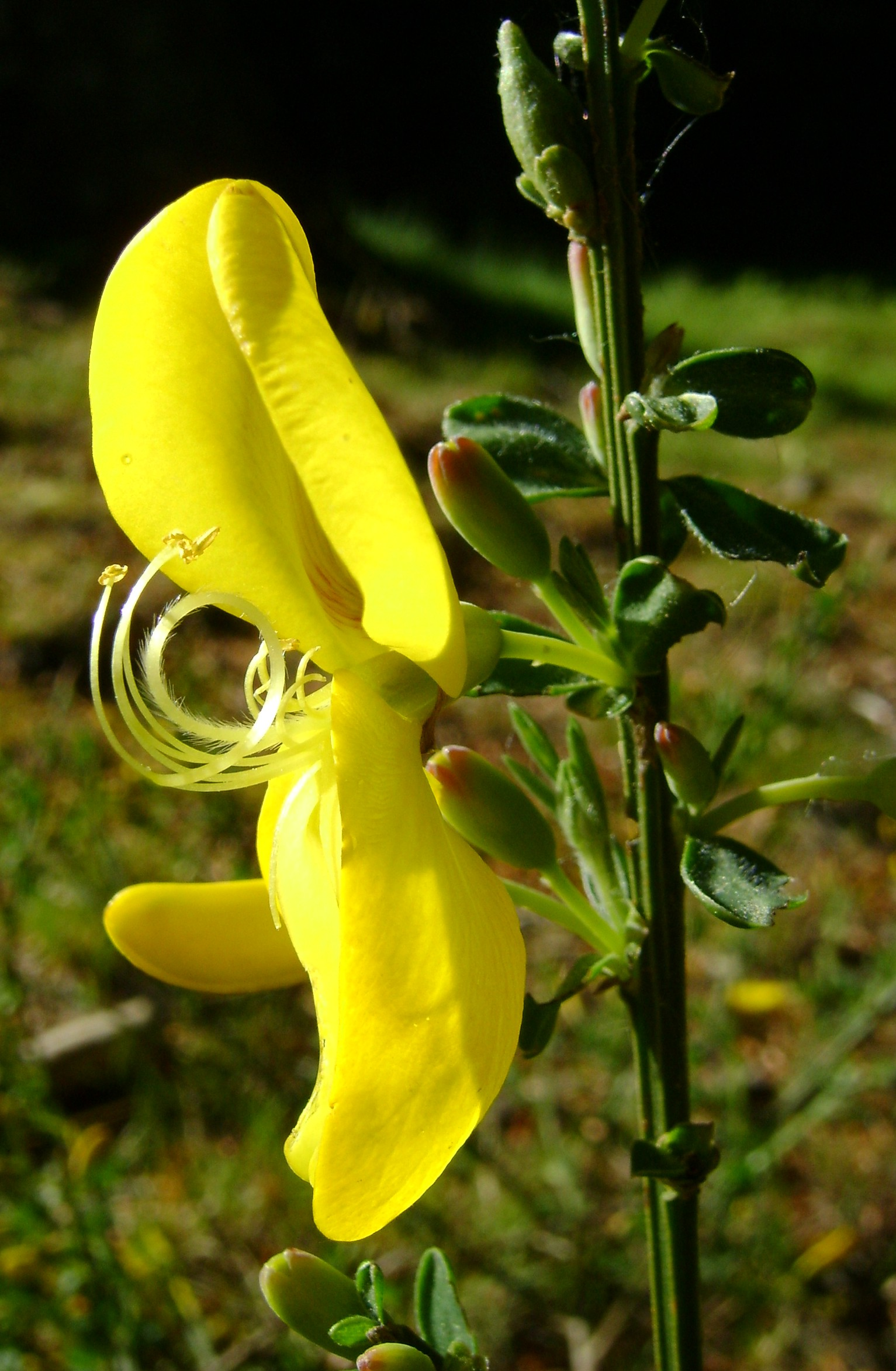
Lo stilo attorcigliato

- Gineceo: lo stilo è unico e ricurvo su un ovario supero formato da un carpello uniloculare. Lo stigma è apicale. Lo stilo si attorciglia a spirale dopo l'antesi.
- Fioritura: da maggio a giugno.

### Frutti

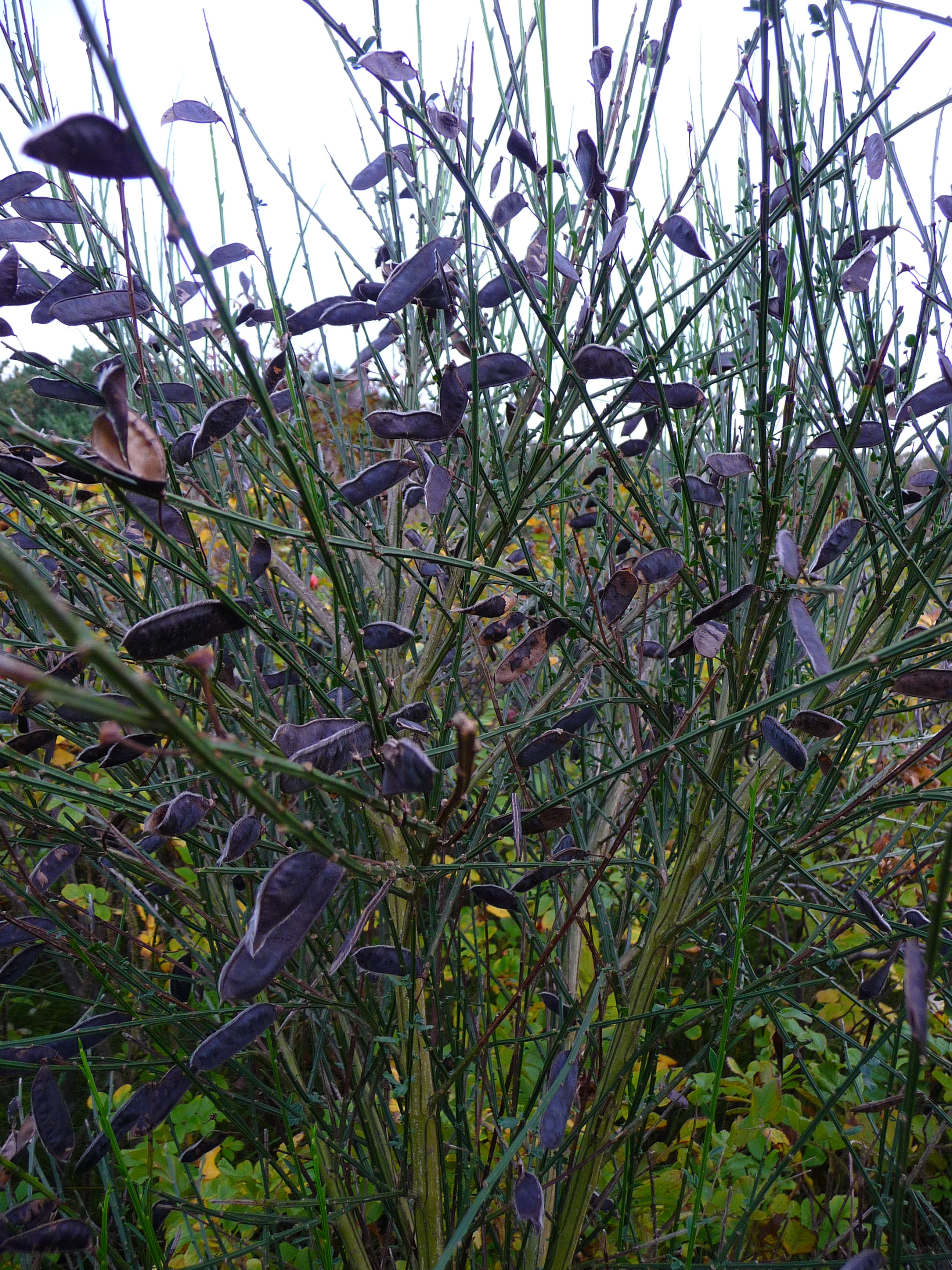
I frutti

Il frutto è un legume appiattito, nero, peloso sui bordi di tipo deiscente. Dimensioni del legume: larghezza 10 mm; lunghezza 30 – 50 mm.

## Biologia
- Impollinazione: l'impollinazione avviene tramite insetti (impollinazione entomogama).
- Riproduzione: la fecondazione avviene fondamentalmente tramite l'impollinazione dei fiori (vedi sopra).
- Dispersione: i semi cadendo a terra sono dispersi soprattutto da insetti tipo formiche (disseminazione mirmecoria).

## Distribuzione e habitat

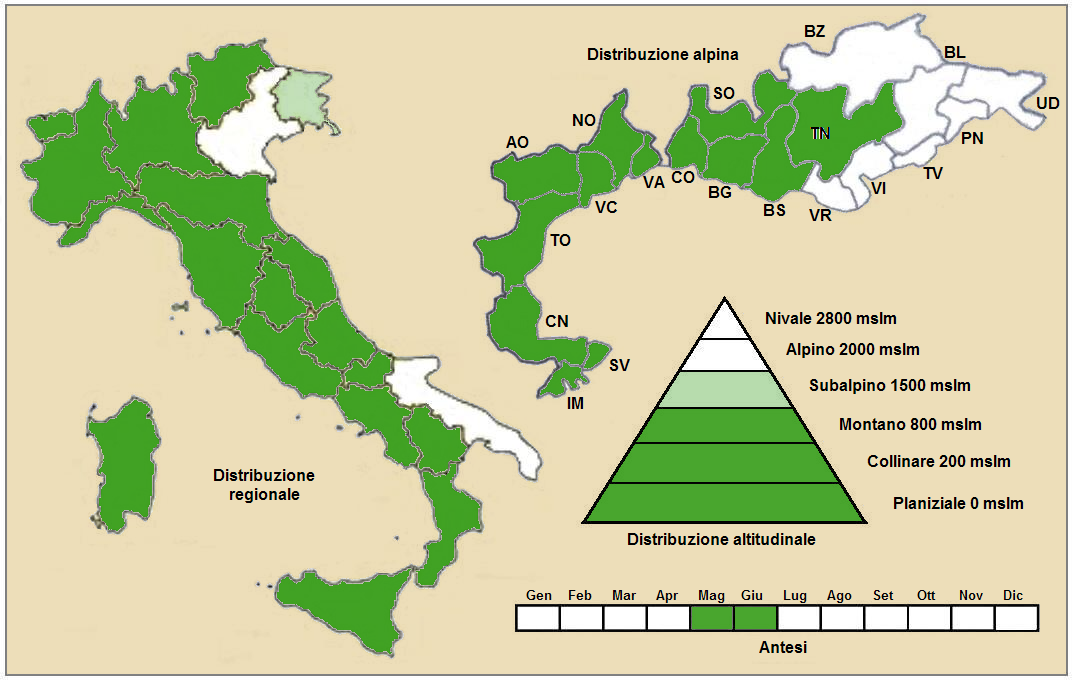
Distribuzione della pianta
(Distribuzione regionale – Distribuzione alpina)

- Geoelemento: il tipo corologico (area di origine) è Europeo - Subatlantico.
- Distribuzione: in Italia è una specie comune su tutto il territorio (un po' meno al nord-est). Nelle Alpi oltreconfine è presente in Francia (dipartimenti di Alpes-de-Haute-Provence, Drôme, Isère e Savoia), in Svizzera (cantoni Vallese, Ticino e Grigioni), in Austria (Länder del Vorarlberg, Tirolo Settentrionale, Salisburgo, Carinzia, Stiria, Austria Superiore e Austria Inferiore) e in Slovenia. Sugli altri rilievi europei si trova nella Foresta Nera, Vosgi, Massiccio del Giura, Massiccio Centrale, Pirenei, Alpi Dinariche e Carpazi.[8] È presente in tutta l'Europa occidentale e parte della Scandinavia.[9]
- Habitat: come habitat preferisce i terreni silicei o comunque decalcificati, le radure, i luoghi a mezz'ombra, i boschi di collina e le brughiere (sempre su terreno acido); ma anche lande e popolamenti a lavanda, garighe e macchie basse, arbusteti meso-termofili, pinete, gineprai, carpineti, querceti, betuleti e castagneti. Il substrato preferito è siliceo con pH acido, medi valori nutrizionali del terreno che deve essere secco.[6][8]
- Distribuzione altitudinale: sui rilievi queste piante si possono trovare fino a 1400 m s.l.m.; frequentano quindi i seguenti piani vegetazionali: collinare, montano e in parte quello subalpino (oltre a quello planiziale – a livello del mare).

### Fitosociologia
Dal punto di vista fitosociologico la specie di questa voce appartiene alla seguente comunità vegetale:
Formazione: delle comunità delle lande di arbusti nani e delle torbiere.
Classe: Cytisetea scopario-strati
Ordine: Cytisetalia scopario-strati
Alleanza: Sarothamnion

## Tassonomia
Il genere Cytisus appartiene alla tribù delle Genisteae caratterizzata dall'avere tutti e 10 gli stami monadelfi. La tribù è descritta all'interno della grande sottofamiglia Faboideae (o anche come sinonimo: Papilionoideae) caratterizzata dall'avere i fiori simili a farfalle..

Il numero cromosomico di C. scoparius è: 2n = 46 (48)..

Il basionimo per questa specie è: Spartium scoparium  L., 1753.

### Sottospecie
Sono riconosciute le seguenti sottospecie:
- Cytisus scoparius subsp. scoparius - sottospecie nominale, comune in Italia).
- Cytisus scoparius subsp. insularis (S.Ortiz & Pulgar) Auvray
- Cytisus scoparius subsp. maritimus (Rouy) Heywood - Distribuzione: Germania, Danimarca, Francia e Isole Britanniche.
- Cytisus scoparius subsp. reverchonii (Degen & Hervier) Rivas Goday & Rivas Mart.

## Usi

### Farmacia
Secondo la medicina popolare questa pianta ha le seguenti proprietà medicamentose:
- antiaritmica (regola l'azione del cuore);
- antireumatica (attenua i dolori dovuti all'infiammazione delle articolazioni);
- cardiotonica (regola la frequenza cardiaca);
- catartica (proprietà generiche di purificazione dell'organismo);
- diuretica (facilita il rilascio dell'urina);
- emetica (utile in caso di avvelenamento in quanto provoca il vomito);
- vasocostrittrice (restringe i vasi sanguigni aumentandone la pressione).

### Cucina
Le parti commestibili di questa pianta sono i fiori; possono essere usati come sostituti dei capperi o aggiunti ad altre verdure nelle insalate. Il seme tostato è un surrogato del caffè. Si consiglia un uso moderato di questa pianta in quanto può essere tossica.

### Giardinaggio
Nell'ambiente del giardinaggio e commercio floreale si contano numerose varietà:
- Anderanus, a fiori giallo bruno;
- Burkwoodii, a fiori rosso cremisi intenso;
- Cornish Cream, a fiori bianco crema;
- Daisy Hill, a fiori rosa e rossi;
- Donard Seedling, a fiori rosso porpora o arancione, sfumati di rosa;
- Dukatt, dai fiori giallo oro;
- Goldfinch, a fiori porpora con ali gialle e rosse;
- Firefly, a fiori gialli con ali cremisi-bronzo;
- Killiney Red, a fiori rosso vivo;
- Killiney Salmon, a fiori rosso salmone;
- Maria Burkwood, a fiori rosa chiaro;
- Windlesham Ruby, a fiori rosso rubino.

## Altre notizie
Il "citisio scopario" in altre lingue è chiamato nei seguenti modi:
- (DE)  Besenginster, Besenpfrien
- (FR)  genêt à balais
- (EN)  Broom